# Euryte grata
Euryte grata – gatunek widłonoga z rodziny Euryteidae. Nazwa naukowa gatunku została po raz pierwszy opublikowana w 1989 roku przez biologa Hansa-Volkmara Herbsta.